# Catedral de San José (Chongqing)
La catedral de San José es una edificio religioso de la Iglesia católica que funciona como la catedral en Chongqing, una de las 4 ciudades administradas directamente en el país asiático de China, que históricamente fue parte de Sichuan. La catedral fue construida a mediados del siglo XIX. Tiene una torre cuadrada con un reloj y está cubierta de hiedra.
En ella se sigue el rito romano y está dentro de la jurisdicción de la arquidiócesis metropolitana de Chongqing, aunque es una sede vacante que carece de arzobispo metropolitano. Desde 1957 está sometido al control de la Asociación Patriótica Católica China, sancionada por el estado.

## Galería

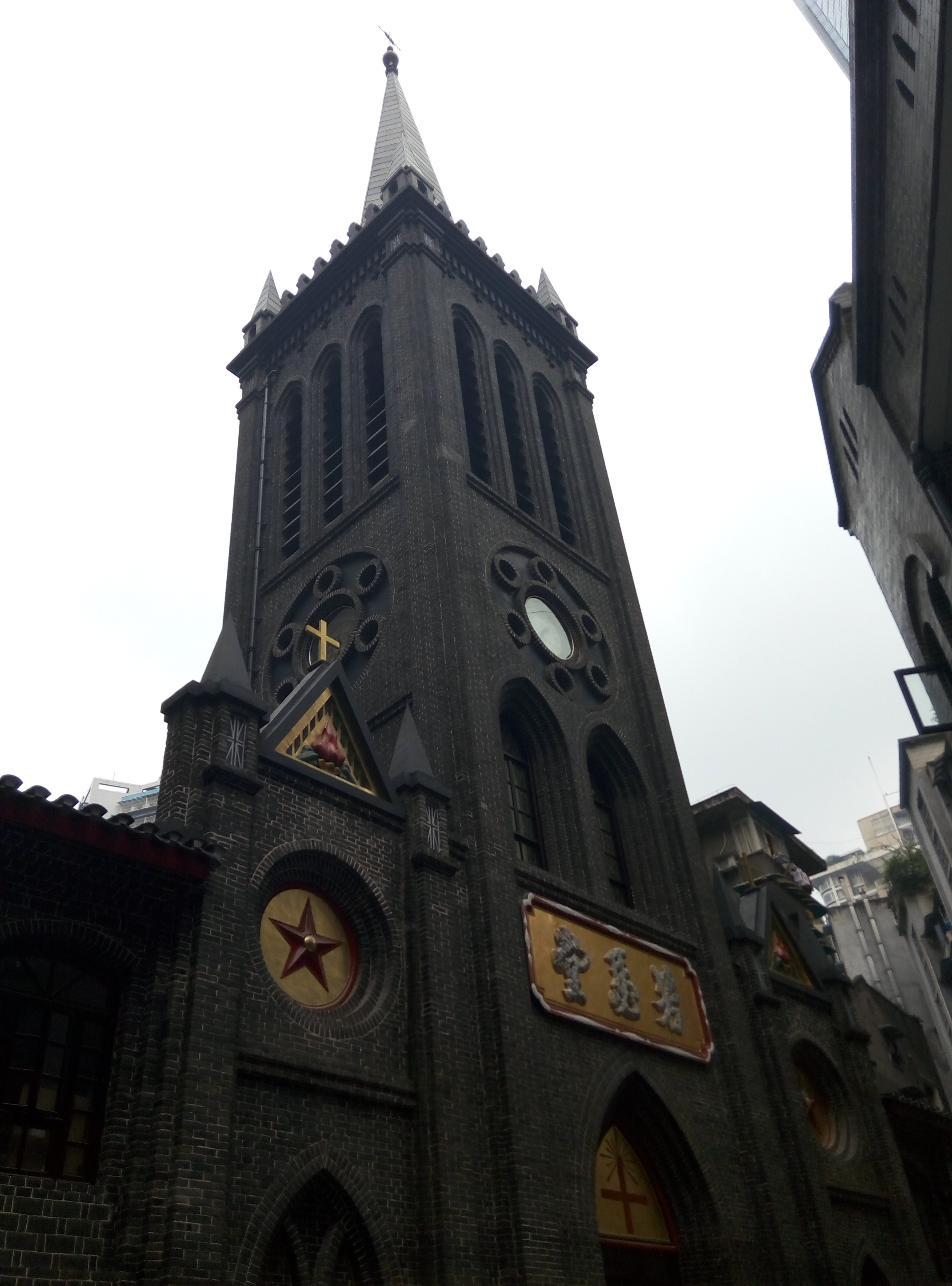
La torre de la catedral en 2015
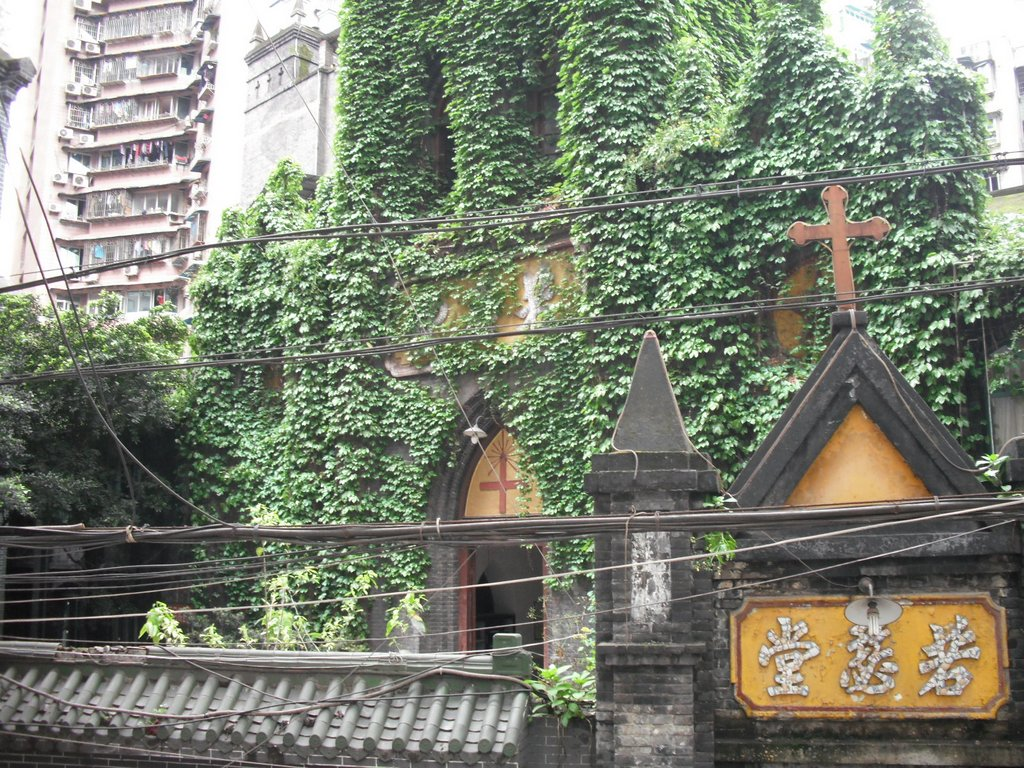
La catedral cubierta de hiedra, en 2013
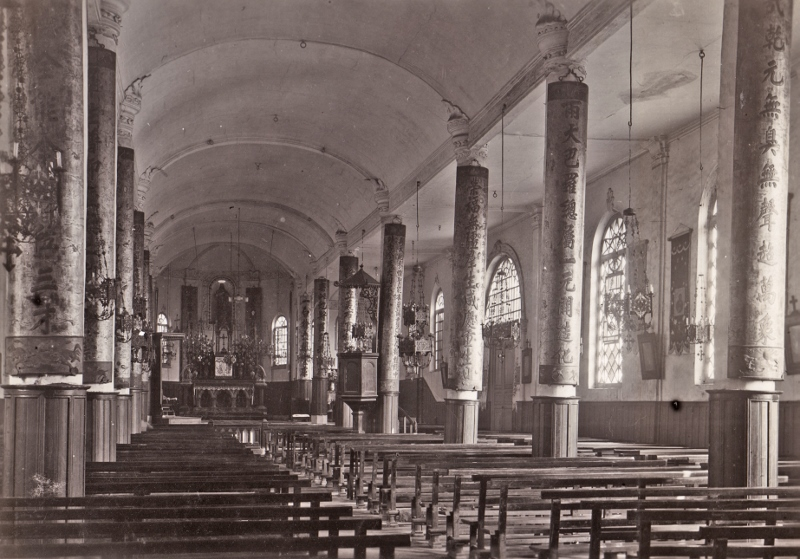
Vista interior durante los años 1920